# 冠君產業信託
冠君產業信託（港交所：2778）是香港鷹君集團分拆的房地產信託基金。
冠君產業信托的投資组合裏有兩項資產，其中一項是位於香港中環的花園道三號。另一項是在2008年2月14日以125億港元購入的位於香港旺角的朗豪坊的商場及寫字樓部份。
冠君產業信托上市時以每基金單位5.1元訂價，集資近63億元，2006年5月24日正式上市。上市後鷹君集團、嘉里建設及永泰亞洲分別持有冠君49.2%、4.2%及1.6%的股權。
鷹君資產管理(冠君)有限公司為冠君產業信託的管理人，負責制定冠君產業基金的投資及融資策略，資產優化、收購及出售的制度，並整体管理冠君產業基金旗下物業。
2021年2月，冠君產業信託與永泰地產、董建成及呂耀東合資成立Athene Investment，收購倫敦寫字樓項目66 Shoe Lane，冠君產業信託佔合資公司27%股權，交易總作價2.5億英鎊，相當於27.964億港元。

## 花園道三號
花園道三號（前稱花旗銀行廣場）為一幢玻璃及鋼造幕牆建成的現代化寫字樓綜合大廈，由47層高的冠君大廈（前稱花旗銀行大廈）及37層高的中國工商銀行大廈兼一個零售平台所組成，其中冠君產業信託擁有中國工商銀行大廈全部樓層、冠君大廈的43層樓層、所有零售商鋪、及絕大部份的花園道三號車位。花園道三號座落於香港核心商業區中環花園道3號，鄰近香港三間發鈔銀行的總部及香港公園，是香港傳統金融活動的中樞位置。
花園道三號於1995年獲香港建築師學會頒授銀牌獎。
2013年5月16日冠君產業信託以代約21.5532億元，較相關估值19.5億元溢價約10.5%，向財政司司長法團收購冠君大廈3樓的部分面積，以及4樓、5樓及6樓全層（公共空間除外）（即立法會秘書處舊址），總面積合共約78316平方呎，而可租賃總面積約為54896平方呎，該物業與冠君大廈其他部分一同於1992年落成以供佔用，而收購價相當於每平方呎約27520元，並於2016年6月28日正式易名現稱。

## 朗豪坊
朗豪坊位於香港四大核心零售區域之一旺角的亞皆老街及上海街交界，由一座59層甲級寫字樓、一座15層購物商場、及一座42層五星級酒店朗豪酒店组成，其中冠君產業信託擁有可出租面積約為七十萬平方尺的朗豪坊辦公大樓(除已出售的33、35、36及55樓4層之外)、可出租面積約為三十二萬平方尺的朗豪坊購物商場及二百五十個泊車位，而朗豪酒店由鷹君集團持有。
朗豪坊曾獲多個獎項，包括國際購物中心協會的國際設計及開發獎項，英國結構工程師學會結構性獎項，及金塊獎。

## 外部連結
- 冠君產業信託官方網站 （页面存档备份，存于）
- 朗豪坊官方網站 （页面存档备份，存于）